# Jack Bulterman
Jacques Cornelis ('Jack') Bulterman (Amsterdam, 27 september 1909 – aldaar, 27 mei 1977) was een Nederlandse trompettist, pianist, accordeonist, maar ook orkestleider, arrangeur, componist, tekstschrijver en kinderboekenschrijver. Al op jonge leeftijd ging hij in een straatorkest spelen. Na een opleiding aan de Openbare Handelsschool ging hij verder met muziek maken als pianist bij de Mixed Pickles en daarna in zijn eigen groep de Blue Bees. Een van zijn eerste composities is Dag schatteboutje uit 1931. In 1933 werd Bulterman trompettist in het orkest van John van Brück.
Bij The Ramblers onder leiding van Theo Uden Masman werd hij in 1935 tweede trompettist, maar maakte hij vooral naam als arrangeur en componist van originele Nederlandstalige jazzliedjes. Het orkest bestond al sinds 1926 en trad sinds 1933 op voor de VARA-radio. Gedurende de Tweede Wereldoorlog werden de Ramblers populair in Nederland. Bekende nummers uit die tijd zijn: Wie is Loesje en Weet je nog wel dien avond in den regen. Vlak na 1945 traden De Ramblers regelmatig op voor de Amerikaanse troepen in Europa onder de naam US Army Band.
In 1947 verliet Bulterman de Ramblers en ging hij bij de platenfirma's Hollandsche Decca en Phonogram werken als producer, maar ook als componist, arrangeur, en begeleider van The Blue Diamonds, Ronnie Tober, Willeke Alberti, Anneke Grönloh, Jeannette van Zutphen en Poppy and her Popcats. Zo was hij ook de arrangeur en orkestleider achter Hou je echt nog van mij, Rocking Billy? van Ria Valk.
Begin jaren 1970 ontstond in Nederland nieuwe belangstelling voor de Ramblers. Bulterman maakte met een aantal oud-leden en enkele nieuwe muzikanten een programma voor de AVRO-televisie. 
In 1972 en 1973 kwamen twee verzamel-LP's uit met bekende nummers van The Ramblers. Met Bulterman als dirigent werd er wekelijks een radioprogramma opgenomen en gingen de nieuwe Ramblers weer optreden.
Op 27 mei 1977 overleed Bulterman in het Antoni van Leeuwenhoekziekenhuis in Amsterdam aan de gevolgen van een hartaanval. Hij werd 67 jaar.

## Composities van Bulterman
- Ach, Fräulein Gretchen! (tekst: Koenraad Lüders)
- Als sterren flonk'rend aan den hemel staan (samen met Han Dunk)
- Bij de halte van lijn 9
- Het boemeltje van Purmerend
- C'est du rythme
- Clap your hands and twist
- Da-ág, da-ág, da-ág
- Dag, schatteboutje
- Dansmuziek (tekst: Han Dunk)
- Door de nacht klinkt een lied
- Eens komt er vrede
- Er stond een regenboog
- Ergens neuriet zacht 'n meisje (tekst: Mary Oosterdijk)
- Hallo, Hella, hallo (samen met C. de Jager Griesbeck)
- Hé, niet zoenen op 't zebrapad
- Kleines, kleines, kleines, kleines Vögellein
- Een lied, een kleine melodie
- Meisje aan het spinnewiel (tekst: Nico Splinter)
- De nacht is om te droomen (tekst: Nico Splinter)
- Roulette
- Swing me to sleep, drummer-man
- Voor jou en mij (tekst: Carel Steven Adama van Scheltema)
- Weet je nog wel, dien avond in den regen?
- De zon gaat weer schijnen (tekst: Jack Bulterman en Koenraad Lüders)
- Zuyderzee blues
- De Bibits Bambino
- Ida Bons De Gastarbeider
- Coleman Hawkins met de Ramblers Meditation
- Coleman Hawkins met de Ramblers I Wanna Go Back To Harlem
- Coleman Hawkins met de Ramblers Consolation
- Bob Boot Niemand wil Willy
- Jos Brink Pas goed op jezelf[2]
- André van Duin Ik trek met mijn band door het hele land
- Flying Dutchmen Swing in Tulipland
- Paul Gimbel Iedereen, iedereen twist
- Henk, Hans, Jan, Martin en Franky Hey, American girl
- Johnny F. Trio Doe maar gewoon (dan doe je gek genoeg)
- Johnny F. Trio Zonder zon
- Ab Mulder Ik geloof
- Marga van Noordt Onze vader
- Nelis Waar de Jordaan heeft gestaan
- Pedro Anja Anja
- De Ramblers De Ramblers story
- Rika en Rika Hou je vader en moeder in ere
- De Robbedoezen Dag, tante Hannie!
- Drie Kleine Kleuters De trappelzak-boogie (1956)[3]
- Tony Ronald Loop de loop
- Sandra Reemer 'k Zweef aan m'n ballonnetje
- Marcel Thielemans Tini
- Ria Valk Maar de deur van je hart was op slot
- Mieke Telkamp Nog even, prinsesje, dan ben je de bruid
- Vliegende Hollanders Jij komt vanavond de deur niet meer uit
- De Zingende Tweeling Een oude vissersboot
- Ronnie Tober Maan maan[4]
- Ronnie Tober Ik hou van de zon[4]

## Persoonlijk
Zijn ouders waren Jacques Franciscus Martinus Arie Bulterman, officier bij het Leger des Heils, en Berendina Petronella Zwerus. Bulterman trouwde op 10 mei 1933 met Laura Auguste Wiedenbach. Na een echtscheiding met haar op 8 april 1954, huwde hij op 26 oktober 1956 Maria Elizabeth van Maaren. Na het overlijden van Maria op 10 juni 1967, ging hij opnieuw een huwelijk aan op 25 november 1968 met Helmtrude Friedelinde Jacobs. Uit de genoemde huwelijken werden geen kinderen geboren

## Kinderboeken
Minder bekend van Jack Bulterman is dat hij ook een aantal kinderboeken heeft geschreven. Hij gebruikte hiervoor het pseudoniem Jac. Berghuis Jr. De volgende titels zijn verschenen bij de Gebroeders Kluitman in Alkmaar.
- Het radiospook, 1928
- De televisiekelder, 1929
- De radiumdiefstal, 1931
- Hier radio Mars, 1932
- Het goede spoor, 1933
- De zweefvliegclub, 1933
- De roode kano, 1934
- Het licht op de heuvel, 1935
- Het monster van het IJsselmeer, 1935